# Rohr im Burgenland
Rohr im Burgenland è un comune austriaco di 1 477 abitanti nel distretto di Güssing, in Burgenland.